# Clitaetra
Clitaetra là một chi nhện trong họ Nephilidae.